# ویلیام همیلتون
سر ویلیام روآن همیلتون (به انگلیسی: Sir William Rowan Hamilton) ‏(۴ اوت ۱۸۰۵ در دوبلین – ۲ سپتامبر ۱۸۶۵ در نزدیکی دانسینک)، ریاضیدان و فیزیک‌دان ایرلندی بود.

## زندگی علمی

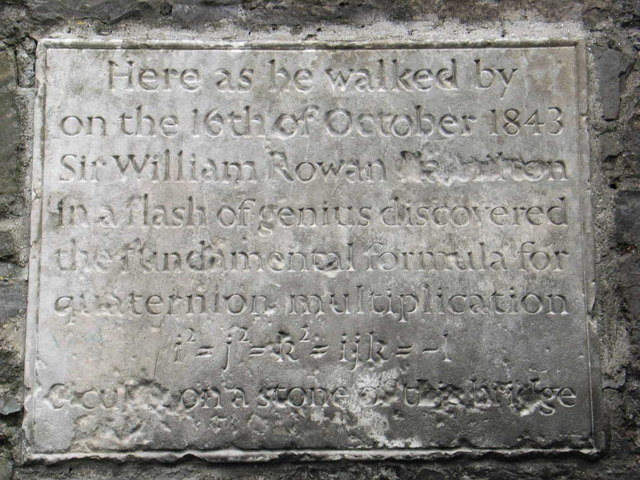
پلاک ویلیام روآن همیلتون. پلاکی بر روی پل بروم بر روی کانال سلطنتی به یادبود کشف ویلیام روآن همیلتون. متن پلاک چنین است: در اینجا، در حالی که او در ۱۶ اکتبر ۱۸۴۳ از آنجا عبور می‌کرد، سر ویلیام روآن همیلتون در یک لحظه نبوغ خود، فرمول اساسی ضرب کواترنیون‌ها را کشف کرد و آن را بر روی سنگی از این پل حک کرد.

همیلتون در دوبلین ریاضی تحصیل کرد و سال ۱۸۲۷ (یعنی در ۲۲ سالگی)، استاد ستاره‌شناسی و ستاره‌شناس سلطنتی (Royal Astronomer) ایرلند شد. در ابتدا به فیزیک نور و خواص هندسی‌اش پرداخت. در هجده سالگی همیلتون موفق به کشف قاعده همیلتون در مکانیک شد، که بر طبق آن کنش ثابت باقی می‌ماند:
{\displaystyle \delta S=\delta \int L(q,{\dot {q}},t)dt=0}
با استفاده از حسابان تغییر می‌توان به وسیله این قاعده، در ریاضی معادله اویلر-لاگرانژ را، که در مکانیک لاگرانژی مورد استفاده قرار می‌گیرد، اثبات کرد.
همیلتون بعدها به چهارگان‌ها پرداخت، که امروزه از جمله در گرافیک کامپیوتری و نظریه نسبیت کاربرد دارد.
از لحاظ زبانشناسی نیز همیلتون در هفت سالگی به‌طور باور نکردنی زبان عبری بلد بود و تا قبل از تولد سیزده سالگیش هم او در مجموع ۱۲ زبان از جمله زبانهای کلاسیک و مدرن اروپایی، فارسی، عربی، هندو، سانسکریت، و مالایایی را آموخته بود. او همچنین تا آخر عمرش همیشه خود را برای تفریح و سرگرمی با متنهای فارسی و عربی مشغول می‌کرد.

## زندگی
همیلتون از نوابغ ایرلندی بود که در پنج سالگی متون لاتینی و یونانی و عبری را می‌خواند و ایتالیایی و فرانسوی را در ۸ سالگی و عربی و سانسکریت را در ۱۰ سالگی آموخت و در ۱۴ سالگی برای سفیر ایران خطابه خوشامدی به زبان فارسی تهیه کرد. این استعداد بی مانند به زودی متوجه علوم گردید به طوری که در ۱۷ سالگی هامیلتون تمام حساب انتگرال را به خوبی می‌دانست و خسوف و کسوف را به خوبی پیش‌بینی می‌کرد و در ۲۲ سالگی استاد نجوم گردید. کارهای او به‌خصوص مربوط به مبحث نور، دستگاه‌های اشعه و مبحث دینامیک است. وی ملاحظات گائوس را در فضای سه بعدی تعمیم داد و در سال ۱۸۴۳ اولین اکتشافات خود را دربارهٔ کوآترنیون‌ها یعنی جبر فضایی که تعمیم جبر گائوس و کوشی می‌باشد به آکادمی سلطنتی ایرلند تقدیم کرد. تقریباً در همین اوقات، ریاضی‌دان آلمانی هرمان گراسمان همین فکر را نه تنها در مورد فضای سه بعدی بلکه به فضای n بعدی تعمیم داد.